# أحمد صالح (لاعب كرة قدم)
أحمد صالح هو لاعب كرة قدم مصري، ولد في 3 مارس 1977. لعب مع نادي الزمالك.

## وصلات خارجية
- أحمد صالح على موقع قاعدة بيانات كرة القدم.إي يو (الإنجليزية)